# Cerco de Godesberg
O Cerco de Godesberg (18 de novembro - 17 de dezembro de 1583), foi o primeiro cerco principal da Guerra de Colônia (1583-1589). Na tentativa de conseguir o controle de uma importante fortificação, bávaros e soldados mercenários cercaram o monte Godesberg e a aldeia então de mesmo nome (atual Bad Godesberg), localizada em seu sopé. No alto do monte encontrava-se uma formidável fortaleza, igualmente chamada Godesburg, construída no início do século XIII durante uma disputa pela eleição de dois arcebispos concorrentes.
A posição estratégica de Godesburg dominava o vale do Reno, comandando as estradas que levavam a Bonn, a capital do Eleitorado de Colônia e Colônia, a potência econômica da região. Com o tempo, os eleitores fortaleceram seus muros e aumentaram suas torres. Também acrescentaram uma pequena residência no século XIV e um donjon (também chamado Bergfried ou torre de menagem) desenvolvido como um forte para os arquivos e objetos de valor do Eleitorado. Em meados do século XVI, o Godesburg era considerado quase inexpugnável e se tornara um símbolo do poder dual dos príncipes eleitores e arcebispos de Colônia, um dos territórios eclesiásticos mais ricos no Sacro Império Romano. A guerra de Colônia, uma disputa entre o eleitor protestante, Gebhard Truchsess von Waldburg, e o eleitor católico, Ernesto da Baviera, era mais um episódio cismático na história eleitoral e arquidiocesana.
O Godesburg foi atacado pelas forças bávaras em novembro de 1583 e resistiu a uma longa canhoneada do exército atacante. Finalmente, sapadores abriram um túnel no núcleo de basalto do monte onde foram colocados cerca de 680 kg de pólvora que destruiu uma parte significativa das fortificações. A explosão matou muitas das tropas defensoras, mas seus escombros impediram o progresso dos agressores e os defensores restantes continuaram a oferecer firme resistência. Somente quando alguns dos atacantes entraram no pátio interior do castelo através do sistema de latrinas é que os bávaros foram capazes de superar seus adversários. O comandante de Godesburg e alguns defensores sobreviventes refugiaram-se na torre de menagem. Usando os prisioneiros presos nas masmorras como reféns, o comandante negociou uma saída segura para ele, sua esposa e seu tenente. Os que permaneceram na fortaleza - homens, mulheres e crianças - foram mortos. Perto dali, Bonn foi tomada pelos bávaros no mês seguinte.